# Maizières-sur-Amance
 Maizières-sur-Amance  es una población y comuna francesa, situada en la región de Champaña-Ardenas, departamento de Alto Marne, en el distrito de Langres y cantón de Laferté-sur-Amance.

## Demografía
| 165 | 136 | 131 | 150 | 142 | 123 |
| Para los censos de 1962 a 1999 la población legal corresponde a la población sin duplicidades (Fuente: INSEE [Consultar]) |     |     |     |     |     |